# Льодьосе
Льодьосе (на шведски: Lödöse) е малък град в югозападната част на Швеция, лен Вестра Йоталанд, община Лила Едет. Разположен е на левия бряг на река Йота елв. Намира се на около 370 km на югозапад от столицата Стокхолм и на 40 km на североизток от центъра на лена Гьотеборг. Първите сведения за града датират от 12 век. Има жп гара. Населението на града е 1813 жители, по приблизителна оценка от декември 2017 г.
В началото на XVII век градът е сред по-големите в Швеция и в него може да се търгува във всеки ден от седмицата, докато в повечето градове това е позволено само в четвъртък.